# Lombardische Oorlogen

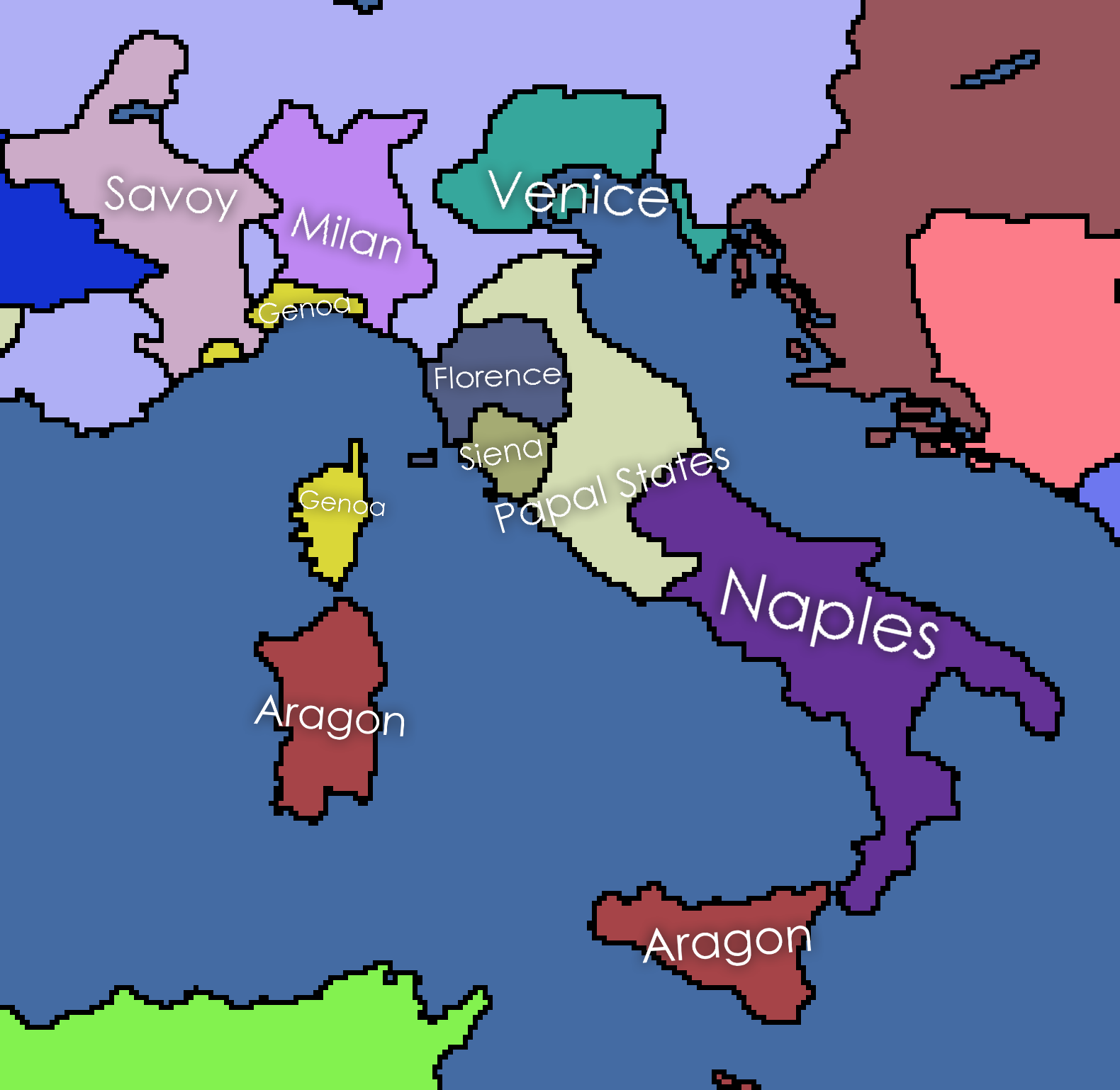
Italië voor de oorlogen

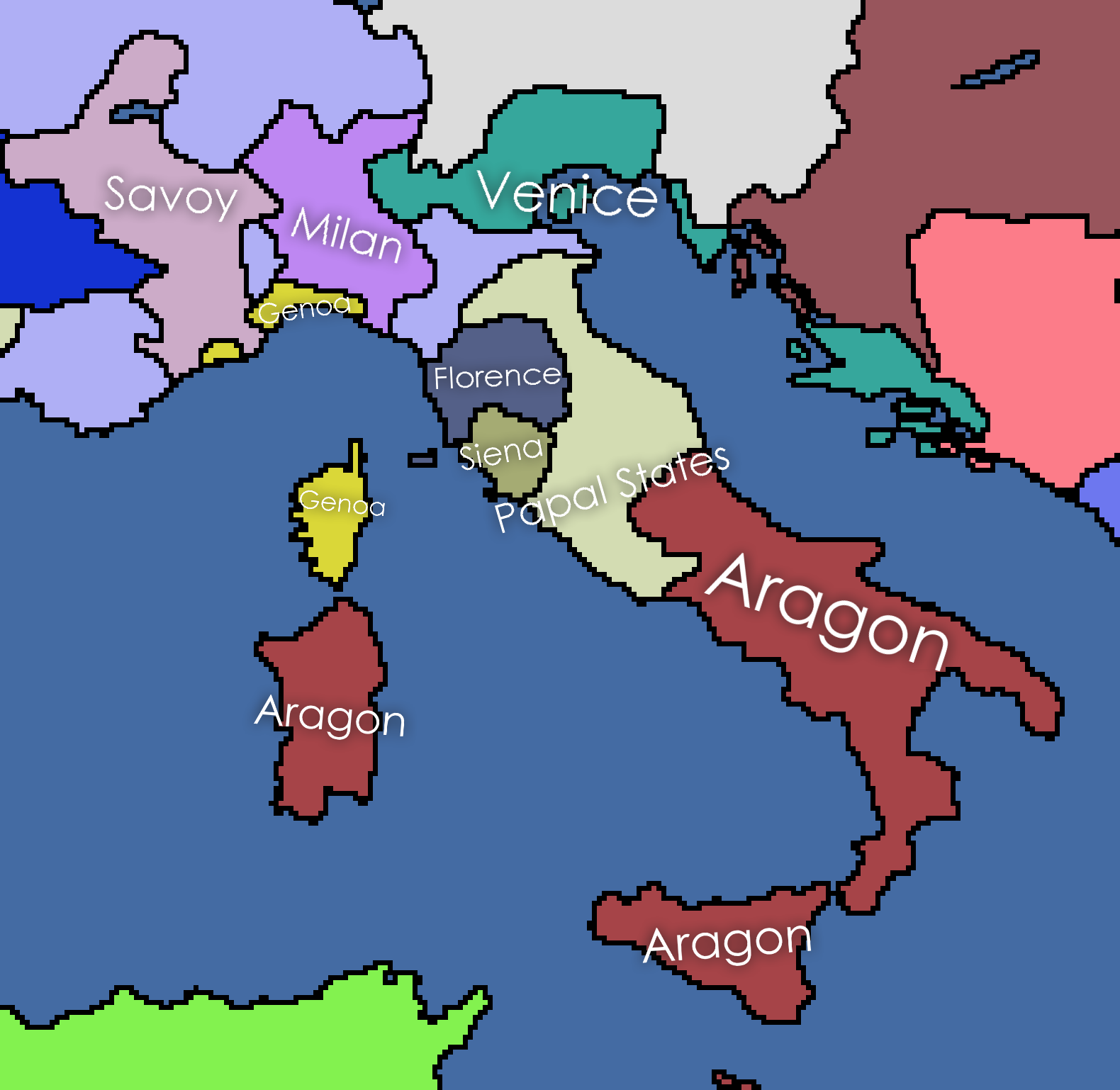
Italië na de oorlogen

De Lombardische Oorlogen waren een reeks conflicten die plaatsvonden in Noord- en Midden-Italië tussen de Republiek Venetië en het hertogdom Milaan en hun respectievelijke bondgenoten en duurden van 1423 tot de ondertekening van de Vrede van Lodi in 1454. Tijdens deze conflicten, veranderde de politieke structuur van Italië en kwamen vijf grootmachten voort uit de groep gemeenten en stadstaten uit het middeleeuwse Italië. Deze vijf machten, de Republiek Venetië, het hertogdom Milaan, de Medici van Florence, de Pauselijke Staat en het koninkrijk Napels, vormden de kaart van het Italiaanse schiereiland tot de Italiaanse Oorlogen (1494-1559). De belangrijke culturele centra van Toscane en Noord-Italië, zoals Siena, Pisa, Urbino, Mantua en Ferrara werden na de oorlogen politiek gemarginaliseerd.
De oorlogen van Lombardije kunnen in vijf verschillende perioden worden onderverdeeld. Het was een strijd om de hegemonie in Noord-Italië, die uiteindelijk de economie van Lombardije verwoestte en de macht van Venetië verzwakte. De leiders hadden geen gehoor gegeven aan de waarschuwing van de Doge aan Venetië Tommaso Mocenigo, die in zijn afscheidsbrief van 1423 waarschuwde: "Pas op voor het verlangen om te nemen wat van anderen is en onrechtvaardige oorlogen te veroorzaken, waarvoor God u zal vernietigen." De oorlogen hadden hun oorzaak in de politiek van Venetië om zijn grondgebied, terraferma, vaste land, uit te breiden tot aan de oevers van de Adda. Dit leidde tot een reeks veranderende allianties en kleine schermutselingen. Florence speelde een beslissende rol in de oorlog, die eerst een alliantie aanging met Venetië om de territoriale ambities van Filippo Maria Visconti van Milaan tegen te gaan, en vervolgens een alliantie aanging met Francesco Sforza tegen de groeiende dreiging van Venetië. De vrede van Lodi, gesloten in 1454, bracht 40 jaar relatieve vrede in Noord-Italië. Venetië concentreerde zich op andere zaken.

## Fases

### Eerste periode (1423-1426)
- Slag bij Zagonara (1424) overwinning voor het Hertogdom Milaan

### Tweede periode (1427-1428)
- Slag bij Maclodio (1427) overwinning voor de Republiek Venetië

### Derde periode (1431-1433)
- Slag bij Delebio (1432) overwinning voor het Hertogdom Milaan

### Vierde periode (1438-1441)
- Slag bij Anghiari (1440) overwinning van de alliantie onder de leiding van de Florentijnse Republiek

### Vijfde periode (1441-1454)
In 1447 stierf Filippo Maria Visconti en ontstond de Milanese successieoorlog. De Slag bij Ghedi in 1453, een Milanese overwinning, maakte een eind aan de oorlogen. Een jaar  later werd de vrede van Lodi ondertekend.